# Servicio Exterior de Falange
El Servicio Exterior de Falange, a veces conocido simplemente como la «Falange Exterior», fue un organismo de la Falange España Tradicionalista y de las JONS, el partido único del régimen franquista. Dicho organismo estaba encargado de coordinar las acciones de las diversas delegaciones de Falange que existían fuera del territorio español. 
Fundado en los albores de la Guerra Civil, con posterioridad al estallido de la contienda el organismo fue reorganizado de acuerdo a las necesidades de entonces, sirviendo como enlace de las secciones de Falange en el extranjero. En esos años desarrollaría una activa labor propagandística en el exterior. Durante la Segunda Guerra Mundial tuvo un papel relevante, especialmente entre las poblaciones españolas de Sudamérica o Filipinas. El Servicio Exterior también estuvo implicado en otro tipo de operaciones, como el secuestro de niños evacuados al extranjero por la República.

## Historia

### Orígenes y primeros años
Algunos autores sitúan la creación del servicio exterior de Falange en una fecha tan temprana como agosto de 1935, mientras que otros establecen que fue en octubre de 1936, con la misión de agrupar a las delegaciones de Falange ya existentes en el extranjero. Wayne H. Bowen señala que no se organizó formalmente hasta comienzos de 1937, y que hasta entonces las funciones de coordinación de las organizaciones existentes en el exterior eran ejercidas desde el verano de 1936 por la Jefatura Nacional de Prensa y Propaganda, al frente de la cual estaba Luis Casaús Ardura. No sería hasta febrero de 1937 cuando el líder nacional de Falange, Manuel Hedilla, nombró a un jefe para ocuparse de la organización de Falange en el exterior: Felipe Ximénez de Sandoval. En sus primeros momentos de existencia, el Servicio Exterior de Falange mantuvo muchas similitudes con la Auslandsorganisation (AO) del Partido nazi alemán, aunque también con los Fasci all'Estero del Partido Nacional Fascista.
Tras el Decreto de Unificación, en el verano de 1937 el Servicio Exterior quedó encuadrado como un organismo del nuevo partido del régimen franquista, FET y de las JONS. Pasó a denominarse Delegación Nacional del Servicio Exterior de Falange (DNSEF). En varios países del extranjero se organizaron varias delegaciones del partido, y con el tiempo estas acabaron convirtiéndose en un instrumento del estado franquista en el exterior. José del Castaño Cardona, un diplomático de carrera, no tardaría en sustituir a Ximénez de Sandoval al frente del organismo —agosto de 1937—. La Falange Exterior para entonces ya jugaba un importante papel, pues coordinaba y controlaba a las distintas organizaciones de Falange que existían en el exterior. Algunas de las funciones que realizaba eran de naturaleza militar, como operaciones de vigilancia, represión encubierta, agresiones, espionaje y contraespionaje. Así, toda actividad que la Falange realizara en el extranjero debería llevarse a cabo a través de su Servicio Exterior. Sin embargo, todos los falangistas que salieran de España en misión oficial tenían prohibido llevar sus uniformes, así como entrar en contacto con miembros de las organizaciones políticas de otros países. Inicialmente la DNSEF actuó de forma paralela a la diplomacia franquista, hasta que el 18 de mayo de 1938 el gobierno de Burgos emitió un informe por el cual establecía que todas las delegaciones de Falange en el exterior quedarían supeditadas a los representantes diplomáticos franquistas.
Hacia el final de la guerra civil el Servicio Exterior había logrado establecer numerosas secciones en el extranjero, principalmente en países de Sudamérica. La principal delegación suramericana de FET y de las JONS se encontraba en Uruguay, con cerca de 1000 afiliados, en comparación con los cerca de 4000 afiliados que se repartían entre el resto de países de Sudamérica. En Argentina llegó a haber unas sesenta delegaciones de FET y de las JONS hacia 1939. El historiador Stanley G. Payne ha señalado que la influencia de estas delegaciones llevó a la creación de partidos independientes latinoamericanos inspirados en el falangismo, como la Falange Socialista Boliviana o la Falange Nacional de Chile. En contraste, a la altura de 1939 algunas delegaciones de Falange habían chocado con la oposición de las autoridades locales. Este fue el caso de los gobiernos de Cuba y México, países poco receptivos hacia el régimen franquista, que de hecho acabarían expulsando a varios agentes falangistas.
No obstante, fue el Servicio Exterior de Falange quien tuvo el protagonismo de la acción propagandística del régimen en Latinoamérica.
El final de la guerra civil trajo cambios en la DNSEF: en mayo de 1939 José del Castaño fue sustituido por Rafael Sánchez Mazas, y del Castaño pasó a ocupar el cargo de Inspector general de Falange Exterior —cargo que ocuparía hasta finales de 1940—. Otra de las consecuencias del final de la guerra fue que el Servicio exterior dejó de aparecer como una organización que defendía al bando franquista, y pasó a ser considerado meramente como la organización exterior del partido único de la Dictadura franquista, un régimen que además estaba muy vinculado con las potencias fascistas. Esta circunstancia le acabaría generando problemas a la Falange exterior.

### Segunda Guerra Mundial
Tras el fin del conflicto, la sede del organismo, anteriormente alojada por Salamanca, Burgos y San Sebastián, se instaló en 1940 en el n.º 42 de la calle Alcalá —antigua sede del Círculo de Bellas Artes—, en Madrid. Poco después del comienzo de la Segunda Guerra Mundial, en septiembre de 1939 Ricardo Giménez-Arnau fue elegido para dirigir el Servicio Exterior, sustituyendo a Sánchez Mazas. Durante los primeros años de la contienda, al amparo de las victorias alemanas en Europa y la influencia de las potencias fascistas, Falange intentó aprovechar aquel contexto para potenciar su acción en el exterior.

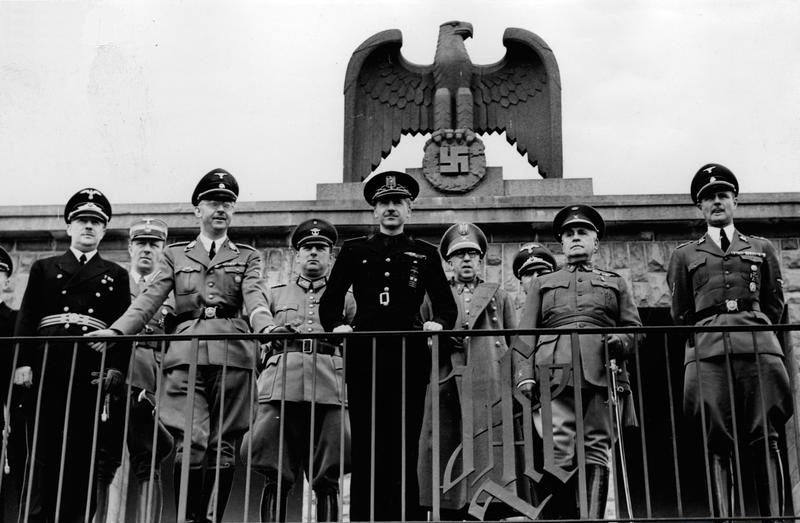
Serrano Suñer y Himmler, junto a otros oficiales en la sede de la división «Adolf Hitler», en Berlín (1940).

Hacia 1940 el nuevo ministro de asuntos exteriores, Serrano Suñer, dio un nuevo impulso al organismo. Una consecuencia de este nueva política fue un aumento del presupuesto de la organización exterior, y la consecuente intensificación de sus actividades. Además, recuperó a Ximénez de Sandoval —convertido ahora en su jefe de gabinete—, y en agosto de 1941 lo puso nuevamente al frente de la Falange Exterior. Serrano Suñer impulsó a través de la Falange Exterior la promoción de la «Hispanidad» en los países de Hispanoamérica, y muy especialmente un Hispanismo de carácter más belicoso y antinorteamericano. El organismo se convirtió en un instrumento del régimen franquista para difundir su ideología por los países iberoamericanos.
La Falange Exterior también desarrolló una importante actividad en los países del Eje, a pesar de la situación bélica. Se mostró muy activa en Alemania, Marruecos, Portugal e Italia. Latinoamérica fue una región de especial actividad para la Falange. El régimen buscaba recuperar la antigua relación privilegiada que España tenía en esta área, a la vez que reforzar su imagen de cara al exterior, y afianzar su posición política ante el «Nuevo Orden» que las Potencias del Eje estaban organizando en Europa. Sin embargo, la reacción de muchos países latinoamericanos a la influencia fascista —y también la cada vez mayor falta de recursos— afectaron seriamente a la actividad de la Falange Exterior. Así pues, en detrimento de la actividad política, se acabó optando por utilizar la cobertura cultural como una plataforma desde la que seguir irradiando los planteamientos ideológicos. Ello, sin embargo, no minimizó el rechazo en América. La amenaza de las potencias fascistas también empezó a ser tenida muy en cuenta por el Departamento de Estado de los Estados Unidos, que consideró la política exterior franquista en América del Sur como un instrumento de la Alemania nazi y la Italia fascista. Así, en la VIII Conferencia Panamericana el secretario de Estado Cordell Hull insistió en la necesidad de tomar medidas para impedir la infiltración de las Potencias del Eje en el continente americano. Aunque las actividades falangistas en Latinoamérica no tenían relación con la Alemania nazi, lo cierto es que la doctrina panhispanista de Falange encontraba acogida entre las élites dirigentes latinoamericanas, y constituía un desafío a la hegemonía norteamericana en la zona.
La desconfianza de los gobiernos hispanoamericanos dio un paso más cuando a finales de 1941 las autoridades de varios países dejaron fuera de la ley a las filiales locales del Partido nazi y la Falange.
La posibilidad de la intervención española en la contienda también se convirtió en un motivo de preocupación para los Estados Unidos, que investigó las actividades de la Falange en América Latina, especialmente en Puerto Rico, donde los sentimientos pro-Falange y pro-franquistas fueron elevados, incluso entre las clases dirigentes. Algunos falangistas promovieron la idea de apoyar la lucha de las antiguas colonias españolas contra la dominación norteamericana. Sin embargo, la realidad de la España de posguerra era que el estado franquista no estaba en condiciones económicas para llevar a cabo una amplia campaña propagandística; a esto se unió la decidida oposición de las élites liberales y los movimientos izquierdistas. Además de las actividades en Sudamérica, esta situación también se dio en otros territorios. Por ejemplo, antes del estallido de la guerra mundial, el apoyo a Franco y la Falange era alto entre la comunidad española de Filipinas. A través de la «Falange Filipina», el Servicio Exterior de Falange llegó incluso a colaborar con las fuerzas japonesas en su lucha contra las fuerzas militares estadounidenses durante la conquista de Filipinas, en 1942.

### Decadencia y últimos años
Serrano Suñer cayó en desgracia y en septiembre de 1942 fue destituido de todos sus puestos, siendo sustituido por Francisco Gómez-Jordana. Esto supuso un cambio en la política del Ministerio de Asuntos Exteriores, en contraste con la anterior postura pronazi de Serrano. Ximénez de Sandoval también había visto truncada su carrera diplomática en marzo de 1942, tras un incidente. Durante el resto de la contienda pasaron por la dirección del Servicio Exterior Fernando María Castiella (1942-1943) y Antonio Riestra del Moral (1943-1945). Muy debilitada con respecto a su situación al inicio de la guerra, el Servicio Exterior continuó desarrollando sus acciones en el exterior, aunque cada vez en un contexto más difícil, y con una mayor falta de fondos. Las actividades subversivas de Falange en Hispanoamérica fueron uno de los motivos que llevaron a los norteamericanos —también hubo otras razones, especialmente el llamado Incidente Laurel— a imponer un embargo petrolífero a la España franquista en 1944. En marzo de ese año el fiscal general de los EE. UU., Francis Biddle, llegó al extremo de acusar a la Falange de estar detrás de un sinfín de incidentes y sucesos que habían tenido lugar en Latinoamérica, como el movimiento sinarquista en México o el Grupo de Oficiales Unidos en Argentina.
Tras el final de la Segunda Guerra Mundial las actividades del Servicio Exterior quedaron muy reducidas y finalmente sería disuelto, el 10 de diciembre de 1945.

## Repatriación y secuestro de niños
Durante la contienda las autoridades republicanas habían llevado a cabo la evacuación de miles de menores de edad al extranjero, como Francia, Gran Bretaña, Bélgica o la Unión Soviética. Ya desde antes del final de la guerra, el gobierno franquista intentó llevar a cabo la repatriación de menores y su retorno a España, aunque en ocasiones se encontró con no pocas dificultades para realizar dicho objetivo. A partir de 1941 la Delegación Extraordinaria de Repatriación pasó a depender directamente de la Falange Exterior, por lo que el personal de esta última fue el que desempeñó la tarea de localizar y repatriar a los niños evacuados. A partir de este momento el número de repatriados aumentó considerablemente. Entre los principales países receptores de niños evacuados por la República se encontraban Francia, Reino Unido, Suiza o Bélgica, cuyas autoridades cooperaron estrechamente con el régimen franquista en la repatriación. Sin embargo, en muchos casos las familias de acogida se negaban a ceder la custodia de los menores a los representantes franquistas. Esto llevó a que el Servicio Exterior de Falange se acabara haciendo cargo de esta labor, llegando a apostar por operaciones clandestinas e incluso el secuestro para poder obtener la repatriación del mayor número de menores.

## Organización
Allá donde se creó una delegación exterior de Falange, se había reproducido la estructura completa del partido, excepto la organización de milicias. Así, las delegaciones exteriores dispusieron de un secretariado y un tesorero, así como de servicios de ayuda al inmigrante —con el objetivo de atraerse a aquellos inmigrantes con una situación económica precaria— y delegaciones de la Sección Femenina, el Auxilio Social y la Organización Juvenil. La escala de jefes también se reproducía en el exterior, con Jefaturas comarcales exteriores, Jefaturas provinciales [regionales] exteriores, y un jefe territorial a la cabeza de toda la organización en cada territorio.
La Falange Exterior dispuso de una amplia red de servicios sociales y caritativos. Sus delegaciones en el exterior llegaron a contar con servicios de ayuda como la Hermandad Exterior —encargada de la beneficencia con los indigentes—, el Servicio de Sanidad, la Delegación de Cultura y Recreo —que tenía fines educativos y propagandísticos—, o la famosa Sección Femenina. Estos organismos de ayuda también realizaban otras labores, como la concesión de becas de distinto tipo, o incluso la repatriación a la península de españoles sin recursos —si bien la actividad se produjo en muy reducido número—. También contó con sus propios órganos de propaganda en el exterior.
A través del Servicio Exterior se publicaron numerosas publicaciones de ideología falangista en el ámbito exterior. Una de estas publicaciones, la revista Arriba España, fue editada en Buenos Aires, La Habana, La Paz, Panamá, San José de Costa Rica, etc. En Filipinas se editaron dos publicaciones: Yugo, y posteriormente Amanecer. A partir del 22 de febrero de 1943 se publicó un Boletín de Información del Servicio Exterior de Falange, dirigido por Enrique Llovet.

### Delegaciones exteriores
A partir de noviembre de 1937 se establecieron jefaturas provinciales en Italia, Argentina, Cuba, Chile, Brasil y Uruguay. Posteriormente, se establecerían nuevas jefaturas en Alemania, Portugal, Reino Unido y varios países de Centroamérica. En Puerto Rico —territorio bajo control estadounidense— llegó a tener una importante presencia y actividad. Sin embargo, las actividades de Falange en Puerto Rico comenzaron a reducirse drásticamente a partir de septiembre de 1942. En el Marruecos español también tuvo una destacada presencia. Por su parte, en la Alemania nazi la Falange Exterior dispuso de una importante red con centros en varias ciudades alemanas, como Berlín o Hamburgo. En Berlín se encontraba el centro de la Falange en Alemania, y allí contaban con una amplia sede localizada en la Rankestraße, inaugurada en abril de 1939. Sin embargo, para entonces ante ese gran tamaño la organización requería una reestructuración: en noviembre de 1938 la organización de la Falange en Alemania fue profundamente reorganizada. En la Italia fascista tuvo delegaciones en varias ciudades importantes, estando dirigida inicialmente por el marqués de Zayas.
En la región de Asia-Pacífico la principal sección de la Falange Exterior funcionó en Filipinas, desde 1936. También se estableció una sección exterior en Japón, con Eduardo Herrera de la Rosa —antiguo agregado militar en la embajada española de Tokio— al frente de la organización en territorio japonés, desde 1938.
Muchas de las secciones de Falange en América Latina nacieron al amparo del Servicio Exterior de Falange, aunque no fue el caso de todas. En el caso de Argentina, por ejemplo, ya funcionaba a comienzos de julio de 1936 —antes del estallido de la Guerra civil— una «Sección argentina de FE de las JONS» formada por algunos miembros de la colonia española que mantenían contactos con nacionalistas argentinos. En adelante, más falangistas se trasladaron a Argentina y desarrollaron una activa labor en este país. Para octubre de 1938 la Falange tenía establecidas en todo el territorio unas sesenta delegaciones. En mayo de 1939 el gobierno argentino aprobó un decreto por el cual el Estado tomaba el control sobre todas aquellas asociaciones extranjeras. Las actividades de FET y de las JONS en el país fueron suspendidas unos meses más tarde, aunque se creó una nueva entidad —la Hermandad Hispano-Argentina— bajo cuya cobertura pudieron seguir ejerciéndose las actividades políticas.
Otro de los países latinoamericanos donde la Falange tuvo mucha actividad fue Cuba. Allí estuvo activa una sección local del partido ya desde una fecha tan temprana como junio de 1936; durante el tiempo que duró la guerra civil en España llegó a sufrir numerosos conflictos internos e incluso alguna escisión. No obstante, la Falange en Cuba vio finalizadas sus actividades en agosto de 1941, consecuencia de la polémica y la mala imagen que rodeaba a este partido. En el contexto de la Segunda Guerra Mundial —1942— la situación en la isla llegó a tal punto que incluso los diplomáticos norteamericanos llegaron a acusar a toda la comunidad española en su conjunto de ser anticubana y de dar protección a los agentes de la Gestapo nazi.

### Delegados nacionales
| Nombre                     | Inicio               | Final                   | Notas                     |
| Felipe Ximénez de Sandoval | Enero de 1937        | Agosto de 1937          |                           |
| José del Castaño Cardona   | 15 de agosto de 1937 | 27 de mayo de 1939      |                           |
| Rafael Sánchez Mazas       | 27 de mayo de 1939   | 9 de septiembre de 1939 |                           |
| Ricardo Giménez-Arnau      | Septiembre de 1939   | Julio de 1941           |                           |
| Felipe Ximénez de Sandoval | Julio de 1941        | Marzo de 1942           | 2.ª vez                   |
| Fernando María Castiella   | Noviembre de 1942    | Marzo de 1943           |                           |
| Antonio Riestra del Moral  | 15 de marzo de 1943  | 10 de diciembre de 1945 | Disolución del organismo. |

### Pie de página
1. ↑  Naranjo Orovio, 1988, p. 9.
2. ↑  Bowen, 2000, p. 68.
3. ↑  Sierra, 2009, pp. 69-71.
4. ↑  Naranjo Orovio, 1988, p. 1.
5. 1 2 3  Payne, 1999, p. 360n.
6. ↑  Sánchez López, 2007, p. 171.
7. ↑  Bowen, 2000, p. 26.
8. ↑  González Calleja, 1994, pp. 281-282.
9. 1 2  Payne, 1999, p. 342.
10. ↑  Delgado Gómez-Escalonilla, 2012, p. 134.
11. ↑  Gallego y Morente, 2005, p. 217n.
12. ↑  Naranjo Orovio, 1988, p. 3.
13. 1 2  González Calleja, 1994, p. 282.
14. 1 2  Moreno Cantano, 2006, p. 113.
15. 1 2 3 4  Bowen, 2000, p. 49.
16. ↑  Leonard y Bratzel, 2007, p. 96.
17. 1 2 3  Romero Samper, 2005, p. 145.
18. 1 2 3 4  Payne, 1999, p. 343.
19. ↑  Duarte, 2007, p. 233.
20. ↑  del Arenal, 1994, p. 34.
21. 1 2 3  Chueca, 1983, p. 245.
22. ↑  Delgado Gómez-Escalonilla, 1992, p. 146n.
23. 1 2  Delgado Gómez-Escalonilla, 2012, p. 146.
24. ↑  Bowen, 2000, p. 63.
25. 1 2 3 4  Delgado Gómez-Escalonilla, 2012, p. 156.
26. 1 2 3 4  Payne, 1999, p. 344.
27. 1 2 3  Michonneau y Núñez Seixas, 2014, p. 83.
28. 1 2  Bowen, 2006, p. 26.
29. 1 2  Delgado Gómez-Escalonilla, 2012, p. 148.
30. ↑  Delgado Gómez-Escalonilla, 2012, p. 152.
31. ↑  Delgado Gómez-Escalonilla, 1988, pp. 74-75.
32. ↑  Leonard y Bratzel, 2007, p. 103.
33. ↑  Leonard y Bratzel, 2007, pp. 96 y ss..
34. ↑  Bowen, 2000, p. 59.
35. ↑  Steinberg, 2000, p. 122.
36. 1 2  Payne, 1999, p. 538.
37. ↑  Bowen, 2006, p. 50.
38. ↑  Delgado Gómez-Escalonilla, 1988, pp. 47-48.
39. ↑  Delgado Gómez-Escalonilla, 1988, pp. 75-76.
40. ↑  Payne, 1999, p. 376.
41. ↑  Bowen, 2006, p. 46.
42. ↑  Delgado Gómez-Escalonilla, 1988, p. 97.
43. ↑  Romero Samper, 2005, pp. 144-150.
44. ↑  Polo Blanco, 2006, p. 97.
45. ↑  Sierra, 2009, pp. 69-70.
46. ↑  Polo Blanco, 2006, pp. 97-98.
47. ↑  Polo Blanco, 2006, p. 99.
48. ↑  Polo Blanco, 2006, p. 98.
49. ↑  Polo Blanco, 2006, pp. 97-100.
50. ↑  Sierra, 2009, p. 70.
51. ↑  Sierra, 2009, pp. 70-71.
52. ↑  Naranjo Orovio, 1988, pp. 5-8.
53. ↑  Bowen, 2006, p. 179.
54. ↑  Naranjo Orovio, 1988, p. 20.
55. ↑  Naranjo Orovio, 1988, pp. 8, 20.
56. 1 2 3  Romero Samper, 2005, p. 149.
57. ↑  Rodao, 1995, p. 13.
58. ↑  Rodríguez Puértolas, 2008, p. 565.
59. ↑  Leonard y Bratzel, 2007, pp. 103-104.
60. ↑  Bowen, 2000, p. 53.
61. ↑  Massot i Muntaner, 1996, p. 203.
62. ↑  Vilaró, 2011, p. 128.
63. 1 2  Romero Samper, 2005, p. 144.
64. 1 2  Delgado Gómez-Escalonilla, 2012, p. 147.
65. 1 2  Romero Samper, 2005, p. 148.